# موكوميتشي هايامي
موكوميتشي هايامي (باليابانية: 速水 もこみち) هو ممثل ومذيع وطباخ وعارض أزياء ياباني ولد في يوم 18 أغسطس 1984 في طوكيو لأب ياباني وأم نصف فلبينية. بدأ التمثيل في سنة 2002 ومثل في العديد من الأفلام والمسلسلات.